# Catherine Missonnier
Pour les articles homonymes, voir Missonnier.
Catherine Missonnier, née à Paris le 26 février 1941, est une écrivaine française, auteur de littérature d'enfance et de jeunesse et adulte.

## Biographie
Catherine Lamarque naît à Paris en 1941. Elle a 11  ans quand sa famille s'installe à Tamatave, à Madagascar. Elle découvre l'Afrique, ses paysages et sa culture. 
De retour à Paris pour passer son baccalauréat de philosophie, elle obtient un diplôme d'économie à Science Po en 1961. Elle est cheftaine de louveteaux à Boulogne et participe à la création d'un groupe unioniste. Elle travaille dans l'urbanisme et l’aménagement du territoire dans la ville nouvelle de Saint-Quentin-en-Yvelines et l'agence d'urbanisme du Mantois. Elle épouse Gérard Missonnier, le couple a quatre enfants. 

### Carrière de romancière
Elle adore inventer et raconter des histoires, notamment  sa vie de pensionnaire au lycée de Tananarive puis pour ses enfants. Alors, seulement en 1988, elle s'accorde une pause professionnelle pour pouvoir publier ses récits. 
Depuis, elle a publié une trentaine de livres pour jeunesse : romans policiers, d'aventure ou de science-fiction et récemment le récit qu'elle méditait depuis longtemps sur les racines de sa culture familiale, Une lignée de femmes.

### Distinctions littéraires
En 1993 elle obtient le prix des Incorruptibles pour Extraterrestre appelle CM1 et en 1997 le prix Bernard Versele pour Pièges et Sortilèges,.

## Œuvres
- Le mystère de la grange aux loups
- Vacances sorcières
- Un piège à loubards
- Pièges et sortilèges
- Premier en foot
- Le lion magicien
- Mystère à bord

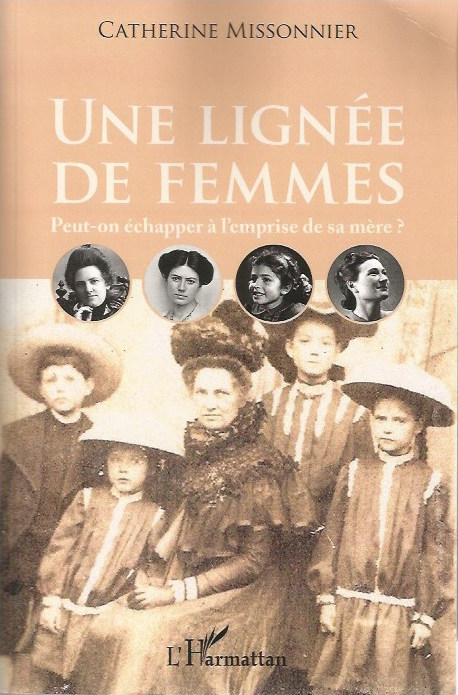
Couverture Une lignée de femmes - L'Harmattan

- Le veilleur du Mont (photographies de Arnaud Baumann[7])
- Pour les beaux yeux de Manon
- On ne badine pas avec les tueurs
- L'homme a la veste à carreaux
- Si j'avais un copain grand et fort
- Le goût de la mangue (2001)
- Alex et les rois de l'école, Rageot, 2001, 91 p. (ISBN 2-7002-2711-5)
- Folle à tuer ?, Rageot, 2001, 152 p. (ISBN 2-7002-2953-3)
- Une saison avec les loups, Gallimard, 2002, 154 p. (ISBN 978-2-07-055188-0)
- Le secret de Garou, Rageot, 2003, 119 p. (ISBN 2-7002-2816-2)
- Victoire est amoureuse, Gallimard, 2004, 80 p. (ISBN 2070564460)
- Sombre trafic, Rageot, 2004, 214 p. (ISBN 2-7002-2952-5)
- L'heure de la vengeance, Rageot, 2005 (ISBN 978-2700231205)
- Une lignée de femmes, L'Harmattan, 2015, 356 p. (ISBN 978-2-343-06546-5)
- Un vampire dans la cité, Oskar éditeur, 2017 (ISBN 9791021405554)
- L'été des espions, Oskar éditeur, 2019, 151 p. (ISBN 979-10-214-0649-0)

### Les gardiens du secret
- Les gardiens du secret : Étranges connexions (2007)
- Les gardiens du secret : Au cœur du complot (2008)
- Les gardiens du secret : La vérité en face (2009)

### Enquête à l'école
- Superman contre CE2
- Opération caleçon au CE2
- Extraterrestre appelle CM1
- Les CM2 à la une
- Panique en 6e A (1999)
- Enquête à l'école : Les CM1 en classe mystère (2012)